# فرانسیس جی. مایرز
فرانسیس جی. مایرز (به انگلیسی: Francis J. Myers) سناتور سابق عضو حزب دموکرات ایالات متحده آمریکا بود. وی در سال ۱۹۴۵ تا ۱۹۵۱ میلادی سناتور ایالت پنسیلوانیا در سنای ایالات متحده آمریکا بود.